# Jan Sunderland

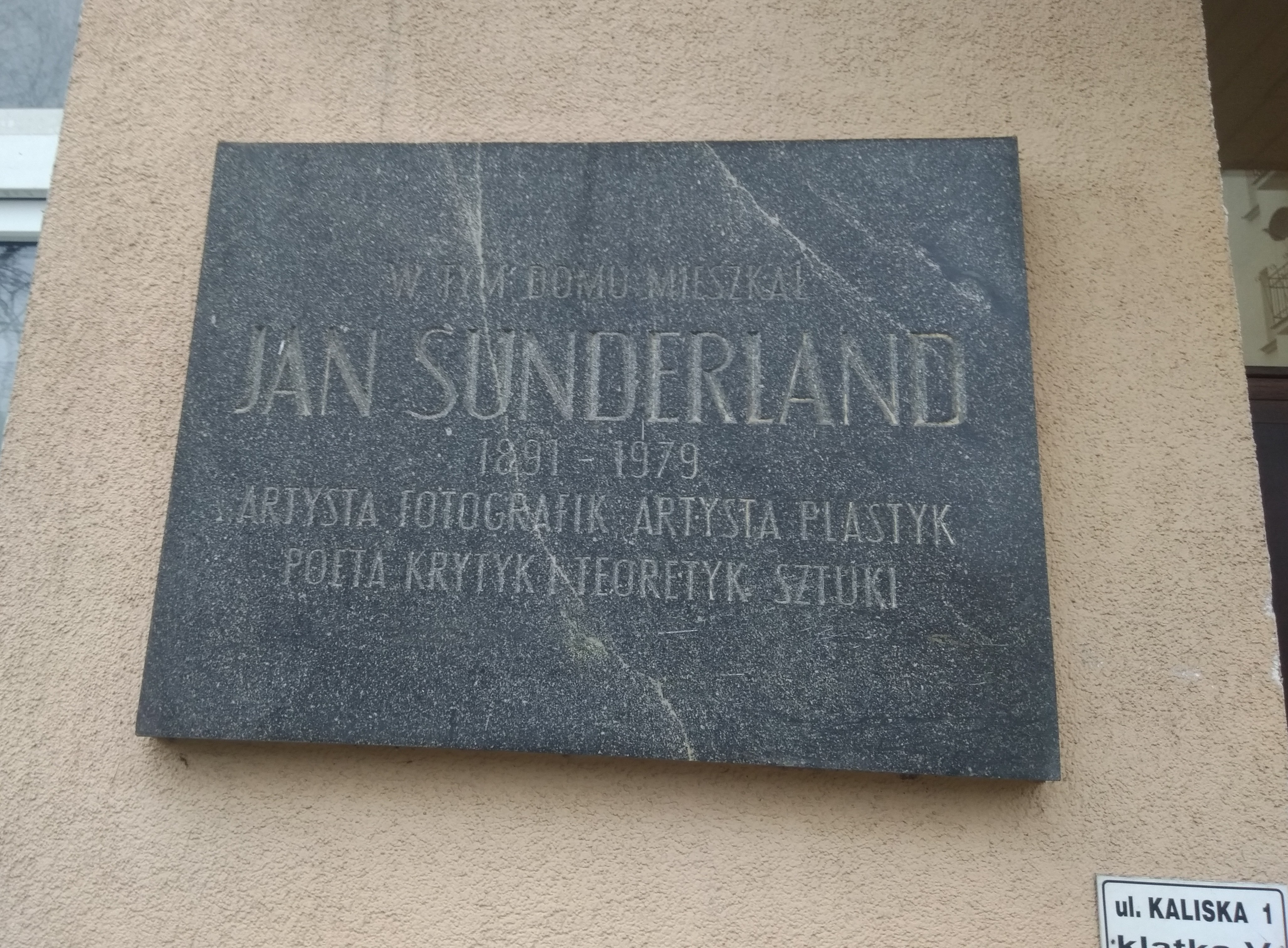
Tablica upamiętniająca Jana Sunderlanda przy ul. Kaliskiej 1 w Warszawie

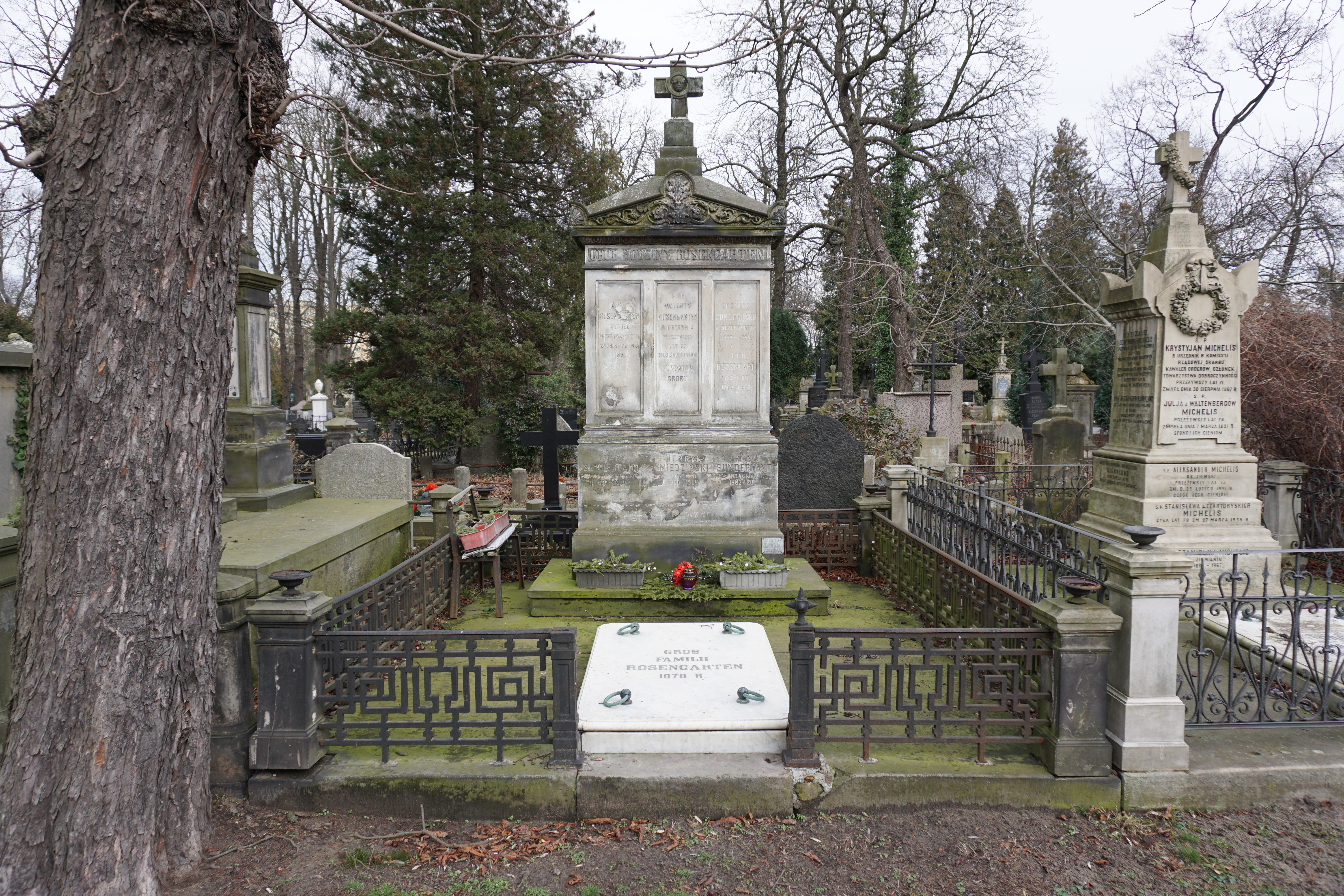
Grób Jana Sunderlanda na cmentarzu ewangelicko-augsburskim w Warszawie

Jan Sunderland (ur. 7 lutego 1891 w Warszawie, zm. 3 września 1979 w Warszawie) – polski prawnik, artysta fotografik, artysta plastyk, krytyk i teoretyk sztuki. Członek rzeczywisty Fotoklubu Polskiego. Członek Fotoklubu Warszawskiego. Współzałożyciel Związku Polskich Artystów Fotografików, posiadacz najwyższego, międzynarodowego tytułu w fotografii artystycznej: Honoraire Excellence FIAP (HonEFIAP). Autor książek z dziedziny fotografii.

## Życie
Jan Maurycy Sunderland urodził się w rodzinie Stanisława i Cecylii z Rozengartów (1859–1934). Jego ojciec był Żydem, ale przyjął chrzest w kościele ewangelicko-reformowanym w Warszawie i w tym wyznaniu był wychowywany Jan i jego rodzeństwo.
Od 1901 uczył się w rosyjskim gimnazjum w Siedlcach. W 1905 za udział w strajku szkolnym został relegowany ze szkoły. Uczęszczał przez dwa lata do utworzonej wówczas w Siedlcach szkoły polskiej, następnie kształcił się w domu i w 1909 eksternistycznie zdał egzamin maturalny w Męskim Gimnazjum Klasycznym w Kaliszu. W latach 1909–1913 studiował na Wydziale Prawa Uniwersytetu Moskiewskiego, następnie w latach 1913–1914 w Szkole Nauk Politycznych i Społecznych w Paryżu. Należał wówczas do Bratniej Pomocy Studentów Polaków. I wojnę światową spędził w Wielkiej Brytanii, pracując w Międzynarodowej Komisji Aliantów. W Anglii wykonał swoje pierwsze fotografie.
Po powrocie do kraju w 1918 rozpoczął pracę w Prokuratorii Generalnej, po czym został adwokatem i radcą prawnym. Jednocześnie kontynuował fotografowanie, zajmując się przede wszystkim fotografią pejzażową oraz portretem. Wielki wpływ miały na niego nauki fotografików Jana Bułhaka oraz Jerzego Landego. Od 1930 brał udział w wystawach fotograficznych, a w 1931 została otwarta jego pierwsza wystawa indywidualna. Cztery lata później na Międzynarodowej Wystawie Fotografiki w Madrycie zdobył brązowy medal.
W okresie międzywojennym był jedynym recenzentem fotograficznym publikującym w prasie codziennej. W latach 1931–1939 publikował w „Gazecie Polskiej” oraz w miesięczniku artystycznym „Arkady", po wojnie również w „Świecie Fotografii”, magazynie „Foto” i w miesięczniku „Fotografia”. W 1934 poślubił Irenę Miedzińską, siostrę Bogusława Miedzińskiego.
10 listopada 1939 został aresztowany, przez dwa dni był zakładnikiem SS w okupowanej Warszawie. Latem 1940 opuścił miasto i pozostałą część wojny spędził we wsi Łętów (pow. garwoliński). W czasie powstania spłonęło wiele jego fotografii pozostawionych w warszawskim mieszkaniu.
Po wojnie, oprócz fotografowania, zajmował się działalnością dydaktyczną oraz teorią fotografii. Kontynuował krytykę zdjęć i wystaw na łamach czasopism fotograficznych, pisał książki związane z estetyką fotografii.
Od 14 lipca 1934 był mężem Ireny z Miedzińskich, siostrą Bogusława Miedzińskiego. Mieli syna Andrzeja (ur. 1935) i córkę Krystynę Annę (ur. 1937).
Zmarł w Warszawie, pochowany na cmentarzu ewangelicko-augsburskim w Warszawie (Al.6 nr 17).

## Twórczość
Dużą część twórczości Jana Sunderlanda stanowi fotografia pejzażowa, zwłaszcza górska – tatrzańska. Również wiele jego portretów przedstawia mieszkańców Podhala. To zainteresowanie dotyczyło też folkloru, Jan Sunderland spisał i przełożył na nuty liczne melodie góralskie.
Od 1980 r. w Nowym Targu organizowany jest corocznie Międzynarodowy Konkurs Fotograficzny im. Jana Sunderlanda. Tematem konkursu jest krajobraz górski.
Książki napisane przez Jana Sunderlanda to poradniki dla fotoamatorów, książki dotyczące określonych zakresów fotografii oraz ogólne rozważania teoretyczne na temat estetyki. Jest autorem:
- Portret artystyczny w fotografii amatorskiej 1962
- Estetyka fotografii krajobrazu 1963
- Almanach fotoamatora 1974
- Estetyka i sztuka fotografii 1979

Jan Sunderland przywiązywał wielką wagę do psychologicznej teorii prawa Leona Petrażyckiego. Za swoje zadanie uznał transpozycję tych poglądów do dziedziny estetyki. Poświęcił wiele czasu na przekłady prac Petrażyckiego. Przed wojną ukazały się:
- Prawo a sąd 1936
- Zagadnienia prawa obyczajowego 1938

W czasie okupacji przełożył:
- Bona fides w prawie cywilnym – o prawach posiadacza w dobrej wierze do dochodów – dotychczas niewydane
- Akcja, gra giełdowa oraz teoria kryzysów gospodarczych – tłumaczenie spłonęło w czasie powstania

W 1990 r. ukazała się autobiografia Jana Sunderlanda Z moich wspomnień.

## Ordery i odznaczenia
- Krzyż Kawalerski Orderu Odrodzenia Polski (1964)[3]
- Srebrny Krzyż Zasługi (1955)[3]
- Medal 10-lecia Polski Ludowej (19 stycznia 1955)[5]